# Thomas Gold (physicien)
Pour les articles homonymes, voir Thomas Gold et Gold.
Thomas Gold (22 mai 1920 - 22 juin 2004) est un astrophysicien et un cosmologiste d'origine autrichienne. Il est surtout connu pour être un des fondateurs du modèle cosmologique aujourd'hui abandonné de la théorie de l'état stationnaire à la fin des années 1940, avec Fred Hoyle et Hermann Bondi.
Il fut également partisan de la théorie du pétrole abiotique.

## Récompenses
- John Frederick Lewis Award (1972)
- Prix Humboldt (1979)
- Médaille d'or de la Royal Astronomical Society (1985)